# Nazewnictwo miejscowości i ich części w Polsce
Nazewnictwo miejscowości i ich części w Polsce zachowuje wiele zjawisk językowych i kulturowych, po których często nie pozostał żaden inny ślad.

## Pochodzenie nazw miejscowości
Nazwy miejscowości dzielą się najogólniej na:
- pochodzące od cech miejsca, w którym znajduje się miejscowość,
- pochodzące od ludzi związanych z miejscowością.

W każdej z nich można wydzielić pewne podkategorie, np. w nazwach odosobowych znajdują się m.in.:
- nazwy służebne, dla miejscowości świadczących pewne usługi dla dworu (np. Piekary, Szczytniki),
- nazwy patronimiczne, oznaczające potomków założyciela. W Polsce są to miejscowości zakończone na -icy,-ice lub -yce (sufiks -ic w staropolskim oznacza potomka),
- nazwy dzierżawcze, pochodzące od właściciela, np. zakończone na -ów (np. Emilianów od męskiego imienia Emilian, Henryków od Henryka, Piotrków od Piotra). Jeżeli właścicielem majątku była kobieta wtedy przymiotnik dzierżawczy miał przyrostek -in (np. Anielin od żeńskiego imienia Aniela). Nazwy te utworzono z połączenia przymiotników dzierżawczych z przyrostkami -ów oraz -in dzięki czemu stały się one nazwami miejscowymi, a więc rzeczownikami.

## Klasyfikacja nazw miejscowych
Klasyfikacja nazw miejscowych może się opierać na różnych kryteriach. We współczesnej onomastyce istnieje kilka klasyfikacji. W Polsce stosowane są dwie: oparta na kryterium znaczeniowym i na kryterium strukturalno-gramatycznym:
Klasyfikacja oparta na kryterium znaczeniowym odróżnia nazwy:
1. miejscowości,
2. ludzi, które dopiero później stały się nazwami miejscowości.

W grupie 1. rozróżnia się:
- nazwy topograficzne (np. Rybnik, Dąbrowa, Skała, Grabowa),
- nazwy kulturowe (np. Poręba, Mosty, Środa),
- nazwy dzierżawcze, tworzone za pomocą kilku przyrostków (np. Dalechów, Cieszęcin, Radom, Racibosko),
- nazwy zdrobniałe (deminutywne), powstałe na podstawie nazw pobliskich osad (np. Racławiczki, Szydłowiec, Zborowczyk).

W grupie 2. wyróżnia się:
- nazwy etniczne, określające pierwotnie gromadę ludzką na podstawie jej pochodzenia lub położenia jej osady (np. Zalesiany, Pogórzyce, Łysogórce, Konojady, Czechy),
- nazwy patronimiczne, określające pierwotnie potomków lub poddanych człowieka, od którego imienia wzięli nazwę (np. Michałowice, Doktorowce, Janowięta),
- nazwy służebne odnoszące się nazwy zajęcia wykonywanego kolektywnie przez mieszkańców: (np. Piekary, Złotniki, Strzelce),
- nazwy rodowe, wywodzące się od wspólnego przezwiska lub przydomka mieszkańców (np. Bolesty, Czajki, Łosie).

W ustaleniu klasyfikacji nazw konieczne jest poznanie jej pochodzenia (etymologii).
Klasyfikacja strukturalno-gramatyczna (formalna) wyróżnia nazwy:
1. prymarne (bez specjalnych sufiksów toponimicznych),
2. sekundarne (tworzone za pomocą sufiksów toponimicznych),
3. złożone (składające się z dwóch rdzeni).

W grupie 1. wyróżnia się nazwy:
- wywodzące się z imion pospolitych (apelatywami) (np. Bagno – bagno, Skała – skała),
- wywodzące się od nazw/imion osób (np. Kwaczała, Skowronek).

W grupie 2. wyróżnia się formy:
- sufiksalne (np. Poznań, Brzeżany, Racławice),
- prefiksalne (np. Podgóra, Zanoteć, Podradom),
- sufiksalno-prefiksalne (np. Międzylesie, Zagórze, Nagórzyce).

W grupie 3. rozróżniamy:
- złożenia (np. Dębogóra, Czarnolas, Wyszogród),
- zrosty (np. Białystok, Babimost),
- zestawienia syntaktyczne (np. Nowy Dwór, Mały Płock).

Oba wyżej wymienione podziały mają wartość naukową. Zdaniem S. Urbańczyka, pierwszy jest mniej konsekwentny, ale jest bardziej przydatny przy studiach nad historycznym rozwojem osadnictwa.

## Urzędowe nazwy miejscowości i ich części
Ustalaniem i zmianami nazw miejscowości i ich części oraz nazw wszelkiego rodzaju obiektów fizjograficznych (góry, doliny, rzeki, jeziora, kanały, szczyty, przełęcze, wyżyny, niziny itd.) na obszarze Polski zajmuje się Komisja Nazw Miejscowości i Obiektów Fizjograficznych – organ opiniodawczy i doradczy Ministra Spraw Wewnętrznych i Administracji.
Tryb nadawania nazw urzędowych reguluje Ustawa z dnia 29 sierpnia 2003 r. o urzędowych nazwach miejscowości i obiektów fizjograficznych (Dz. U. Nr 166, poz. 1612 z późn. zm.).
Ustalanie i zmienianie granic i nazw miast i gmin w Polsce oraz siedzib ich władz odbywa się w trybie rozporządzenia Rady Ministrów.
Prowadzony jest państwowy rejestr nazw geograficznych. Dane znajdujące się w tym rejestrze prezentowane są jako jedna z nakładek w Geoportalu 2.
Obowiązujący obecnie Wykaz urzędowych nazw miejscowości i ich części został ogłoszony rozporządzeniem Ministra Administracji i Cyfryzacji z dnia 13 grudnia 2012 r. w sprawie wykazu urzędowych nazw miejscowości i ich części (Dz. U. z 13 lutego 2013 r., poz. 200). Ustala on prawidłowe brzmienie, formy dopełniacza i przymiotnika, dalej: rodzaj, lokalizację (gmina, powiat, województwo) i numer identyfikatora TERYT dla 103.225 nazw, w tym 908 nazw miast, 6708 nazw części miast, 43.051 nazw wsi, 36.349 nazw części wsi, 5136 nazw osad. Są to formy nazw obowiązujące w obiegu prawnym i urzędowym (również edukacyjnym).
Wykaz urzędowych nazw miejscowości i ich części uwzględnia uchwałę ortograficzną nr 11 Rady Języka Polskiego w sprawie użycia łącznika w wieloczłonowych nazwach miejscowych (z 7 maja 2004 r.). Istnieją jednak pewne rozbieżności poświadczające, że uchwała ta dotyczy jedynie zasad zapisu nazw miejscowości, a nie metodyki ich tworzenia, np. nazwa Warszawa-Okęcie (nazwa portu lotniczego) jest błędnie wymieniana w uchwale RJP jako nazwa miejscowości (sic!). Tymczasem urzędową nazwą miejscowości, podaną w Wykazie jest Okęcie (część miasta Warszawa). Znajdziemy w nim jednak urzędowe nazwy miejscowości Bielsko-Biała, czy Kudowa-Zdrój, również wymieniane w uchwale nr 11 RJP jako przykłady dwuczłonowych nazw miejscowości z łącznikiem.
Nieliczne nazwy zawarte w Wykazie zawierają błędy, np. urzędowy Kartuszowiec to w rzeczywistości Karłuszowiec (najprawdopodobniej to efekt błędu redaktora mapy, który nie znając etymologii lokalnego nazewnictwa odczytał z roboczej wersji mapy t zamiast ł – pierwotna nazwa niem. to Karlshof).
UWAGA! Z nazwami miejscowości nie są tożsame nazwy jednostek pomocniczych gminy (sołectwa, dzielnice, osiedla i inne, również miast w obrębie gminy), tworzone na podstawie art. 5 ust. 1 i 2 ustawy z dnia 8 marca 1990 r. o samorządzie gminnym (Dz. U. z 2001 r. Nr 142, poz. 1591 z późn. zm.). Mają one charakter ewidencyjno-wyborczy. Urzędowe nazwy miejscowości i nazwy jednostek pomocniczych gminy należą bowiem do odmiennych płaszczyzn nazewnictwa miejscowego. Przykłady:
- Tarnogaj (= osiedle Tarnogaj) – jednostka pomocnicza gminy Wrocław, odpowiada urzędowej nazwie miejscowości Tarnogaj, będącej częścią miasta Wrocław,
- Nadodrze (= osiedle Nadodrze) – jednostka pomocnicza gminy Wrocław, odpowiada (częściowo) urzędowej nazwie miejscowości Wrocław, nie będąc urzędową nazwą miejscowości,
- Zacisze-Zalesie-Szczytniki (= osiedle Zacisze-Zalesie-Szczytniki) – jednostka pomocnicza gminy Wrocław, odpowiada trzem urzędowym nazwom miejscowości: Zacisze i Zalesie (będących częściami miasta Wrocław) oraz Wrocław (częściowo, w odniesieniu do Szczytnik, niebędących urzędową nazwą miejscowości).

W PRL-u nazwy ustalał przewodniczący Rady Ministrów po zasięgnięciu opinii w Głównej Komisji Ustalania Nazw Miejscowości i Obiektów Fizjograficznych. Ustalone brzmienie ogłaszano w Monitorze Polskim. Należy zaznaczyć, że każda zmiana wymagała zgody wspomnianej władzy. Powodem zmian bywa najczęściej: łączenie miejscowości, usuwanie szkodliwej zbieżności nazw (kryterium estetyczne), usuwanie nazw ośmieszających osoby zamieszkujące daną miejscowość, chęć uczczenia jakiejś postaci historycznej lub wydarzenia itp.
W przeszłości nazwy były względnie stałe na zasadzie zwyczaju (ulegały zmianom częściej niż współczesne i nie wymagały urzędowej aprobaty). Nazwę zmieniał np. właściciel miejscowości. Tę samą miejscowość odmiennie mogli nazywać jej mieszkańcy (a nawet inaczej jej właściciel) oraz mieszkańcy sąsiednich miejscowości. Sytuacja nazw przypominała przezwiska – dla przykładu: z dwóch wsi o nazwie Wola jedną określano nazwą Woli Pieszkowej, drugą – Woli Szafrańcowej (według właścicieli). Obok czynników pozajęzykowych na zmianę nazwy oddziaływały też czynniki językowe (np. Chwalniów na Falniów, Kunin na Konin, Warszewa na Warszawa) w związku z różnymi procesami fonetycznymi i analogicznymi.

## Przegląd nazw miast w Polsce

### Nazwy najstarsze
W nazwach najstarszych zachowały się pewne zjawiska z epoki przedpaństwowej i pewne cechy dawnego języka. Są to:
- nazwy związane z gospodarką żarowo wypaleniskową, takie jak: Żagań, Żary, Zgorzelec
- nazwy związane z organizacją plemienną np. wywodzące się od nazwy słowiańskiej wspólnoty rodowo-terytorialnej tzw. opola takie jak: miasto Opole w woj. opolskim, miasto Opole Lubelskie w woj. lubelskim, wieś Opole w woj. lubelskim, wieś Opole Świerczyna w woj. mazowieckim, wsie Stare Opole i Nowe Opole w woj. mazowieckim, wieś Opole w woj. łódzkim,
- nazwy pochodzące od imion własnych, np. Suleje (wieś była ojcowizną Suleja),
- formy dzierżawcze ze starym przyrostkiem „-jЬ”, którego śladem jest miękkość spółgłoski wygłosowej. Są to m.in. Poznań (od Poznana) i Wrocław, w którym miękkie „w” zachowane zostało tylko w przypadkach zależnych – Wrocławia itd.
- użycie morfemów w znaczeniu, które później utraciły, np. Kalisz od morfemu kał oznaczającego dawniej ‘błoto’.
- nazwy związane z położeniem geograficznym, takie jak: Ostrów Wielkopolski, Ostrów Mazowiecka (od słowa ostrów – dawniej ‘wyspa’), Leszno (dawniej Leszczno – znaczy zarówno ‘las’, jak i ‘leszczyna’), Szczyrk (od szczyrkać, czyli 'szemrać jak kamienie w potoku’, według innych źródeł szczyrk to ‘gleba, żwir’).

Bardzo zagadkową nazwą jest Nysa. Niewątpliwie pochodzi ona od rdzenia indoeuropejskiego -neid, obecnego w dziesiątkach nazw rzek i miejscowości w Polsce i innych krajach słowiańskich (głównie jako Nida). Nie ma też problemów z przejściem d w s. Zagadkowe jest jednak depalatalizacja ń do n, które jest bardzo rzadko notowanym zjawiskiem.
Zmiana nazwy z Nisa (również czeskie Nisa) na Nysa nastąpiła w latach powojennych, przypuszczalnie wskutek zaniku poczucia językowego, pod bezpośrednim wpływem niemieckiego Neisse, albo w celu odróżnienia polskiej pisowni od czeskiej. Jeszcze jednak w latach pięćdziesiątych historycy używali nazwy Nisa, co brzmi podobnie jak niedaleka Kwisa.

### Nazwy średniowieczne (dla dość luźnego rozumienia nazwy „średniowiecze”)
Występują tu nazwy związane z nowymi działami gospodarki oraz z osadnictwem, np.:
- dotyczące hodowli i upraw: Końskie (słynne swego czasu z hodowli koni).
- nazwy Lgota, Ligota i Wola oznaczały nowe osady zwolnione ze świadczeń na rzecz panującego przez pierwsze lata po założeniu; Lgota pochodzi z tego samego rdzenia co ulga, ulżyć; być może też lgnąć w znaczeniu np. ‘grzęznąć w bagnie’, blisko jest łęg (‘podmokły las‘)
- z tego także okresu pochodzą nazwy zawierające słowa typu kościół lub targ oraz inne związane z tymi zjawiskami (Środa Śląska i Środa Wielkopolska, od dnia targowego w środę).

### Nazwy nowe
Wiele nazw zostało utworzonych na nowo na terenach niemieckich uzyskanych po II wojnie światowej, jak np. nazwy Karpacz (niem. Krummhübel) i Dzierżoniów (niem. Reichenbach, przejściowo Rychbach). Są to tzw. chrzty nazewnicze.
Nowsze są również nazwy związane z przemysłem rozwijanym w II Rzeczypospolitej, np. Stalowa Wola, czy w PRL-u, np. Nowa Huta (część miasta Kraków).
Najnowszą warstwę nazw miejscowości stanowią jeszcze nieusankcjonowane urzędowo nazwy setek osiedli deweloperskich, np. Sokratesa Park (w Warszawie), Dębowe Tarasy (w Katowicach), Wyspy Luksusu (w Piasecznie).

## Nazwy pochodzące z języków obcych

### Wpływy innych języków słowiańskich
Bliskość fonetyczna i leksykalna języków z rodziny słowiańskiej sprzyjała ich wzajemnym wpływom na obszarach pograniczy. Dość dobrze widać wpływy języka czeskiego na niektóre nazwy na Śląsku i języków wschodniosłowiańskich na pograniczu wschodnim.
Klasyczne przykłady zachowanych po II wojnie światowej wpływów czeskich (na Śląsku):
- Prudnik (według aktualnej koncepcji, niepopartej źródłowo – zbohemizowana forma zrekonstruowanej nazwy Prądnik, przeniesionej z nazwy rzeki – Prądnik ‘rwąca woda, rzeka’. Morawsko-czeska forma Proudník / Prudník i niemiecka kolonizacyjna Neustadt mają być wtórne),
- Głuchołazy (spolonizowana urzędowa forma XIX-wiecznej nazwy czeskiej Hlucholazy. XIX-wieczna nazwa polska to Kozia Szyja / Koziaszyja – językowa kalka pierwotnej, średniowiecznej nazwy niemieckiej Ziegenhals – pierwszy zapis: Cygnhals 1249).

### Wpływy niemieckie
Zdecydowana większość nazewnictwa miejscowego na obszarze współczesnej Polski była pierwotnie słowiańska. Napływ od XII/XIII w. osadników niemieckich oraz późniejsza germanizacja (ludowa i urzędowa) spowodowały powstanie językowo zniekształconych form pierwotnie słowiańskich nazw, np.:
- Wrocław – Breslau,
- Poznań – Posen,
- Szczecin – Stettin,
- Bytom – Beuthen,
- Pyskowice – Peiskretscham,
- Zbrosławice – Broslawitz,
- Jemielnica – Himmelwitz,

Istniały również nazwy równoległe w obu językach, tj. każda społeczność używała swojskiej nazwy, pomijając nazwę używaną przez obcych językowo sąsiadów, np:
- Zabrze (pol.) i Kunzendorf (niem.) [w średniowieczu], od 1915 r. Hindenburg (niem.)
- Olesno (pol.) i Rosenberg (niem.),
- Gorzów (Śląski) (pol.) i Landsberg (niem.),
- Ziębice (pol.) i Münsterberg (niem.).

oraz równolegle funkcjonujące, wzajemne kalki językowe, np.:
- Dobrodzień (pol.) i Guttentag (niem.),
- Zielona Góra (pol.) i Grünberg (niem.),
- Psie Pole (pol.) i Hundsfeld (niem.).

Niektóre spośród zgermanizowanych nazw słowiańskich uległy wtórnemu spolszczeniu (adaptacji językowej) z formy niemieckiej, np.:
- Bardo – Warthau – Warta Bolesławiecka (ta sama miejscowość),
- łuż. Zhorjelc / pol. Zgorzelec – Görlitz – Gorlice (nazwa niemiecka przeniesiona na nowe miasto w Małopolsce i następnie zaadaptowana przez język polski)

Istnieją też liczne przykłady polskiej adaptacji językowej pierwotnie niemieckich nazw, np.:
- Malbork (pierwotnie niem. Marienburg),
- Olsztyn (pierwotnie niem. Allenstein na Warmii i Hohlstein w Małopolsce),
- Grybów (pierwotnie niem. Grünberg).

### Wpływy wołoskie
zobacz osobny artykuł: Nazwy geograficzne pochodzenia wołoskiego